# هنري ماكولي
هنري ماكولي (بالإنجليزية: Henry McCully)‏ هو مدرب كرة قدم ولاعب كرة قدم أمريكي في مركز الهجوم، ولد في 30 أبريل 1948 في ماذرويل ‏ في المملكة المتحدة. شارك مع منتخب الولايات المتحدة لكرة القدم. أما مع النوادي، فقد لعب مع نيويورك كوسموس.